# Michel Ocelot

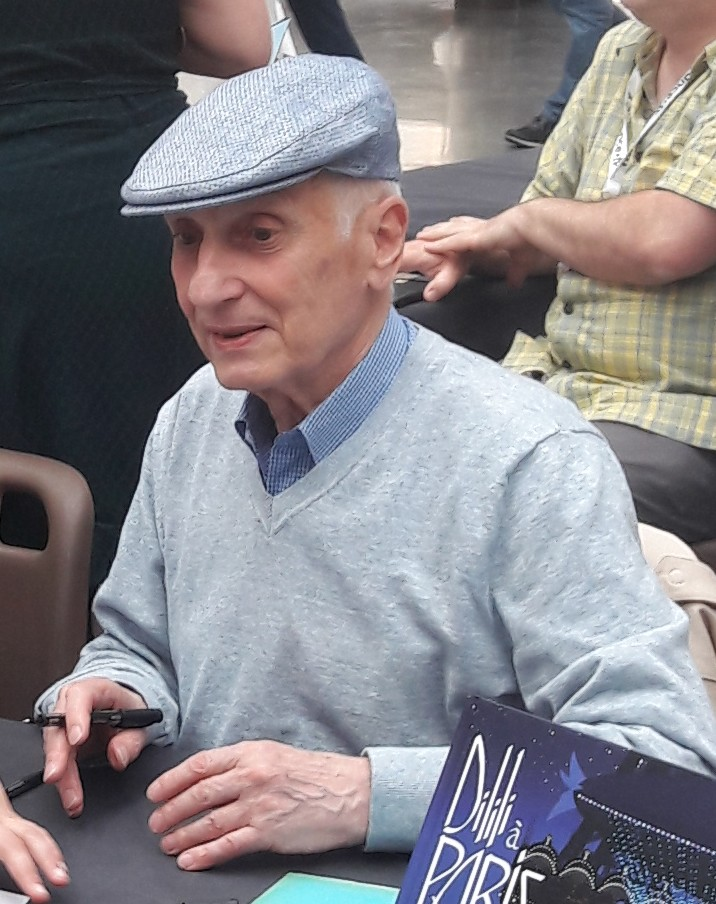
Michel Ocelot 2019

Michel Ocelot (* 27. Oktober 1943 in Villefranche-sur-Mer) ist ein französischer Trickfilmmacher, der 1998 mit dem preisgekrönten Überraschungserfolg Kiriku und die Zauberin, einem afrikanischen Märchen, international bekannt wurde.

## Leben
Der Südfranzose Ocelot verbrachte einen Großteil seiner Kindheit in Guinea. Von den Scherenschnitten Lotte Reinigers inspiriert wollte er eigene Filme herstellen. 1982 bekam er seinen ersten César für den Kurzfilm La Légende du pauvre bossu. Kiriku und die Zauberin, sein erster abendfüllender Film, gewann 1999 einen Preis auf dem Festival d’Animation Annecy. Es folgte mit Kiriku und die wilden Tiere eine Variation des ersten Films. Azur und Asmar aus dem Jahr 2006 war Ocelots erster Animationsfilm, der am Computer entstand. Im Jahr 2007 dreht er das Video für Björks Earth Intruders. Seine zuletzt entstandene 3D-Animationsproduktion Kiriku und die Männer und Frauen feierte 2013 beim Trickfilmfestival Stuttgart seine deutsche Premiere.

## Filmografie
Filme als Regisseur:
- 1980: Les 3 inventeurs (Kurzfilm)
- 1981: Les filles de l’égalité (Kurzfilm)
- 1982: La légende du pauvre bossu (Kurzfilm)
- 1983: La princesse insensible (TV-Serie, eine Folge)
- 1987: Les quatre vœux du vilain et de sa femme (Kurzfilm)
- 1989: Ciné si (TV-Serie, drei Folgen)
- 1992: Les contes de la nuit (TV)
- 1998: Kiriku und die Zauberin (Kirikou et la sorcière)
- 2000: Prinzen und Prinzessinnen (Princes et princesses)
- 2005: Kiriku und die wilden Tiere (Kirikou et les bêtes sauvages)
- 2006: Azur und Asmar (Azur et Asmar)
- 2010: Dragons et princesses (TV-Serie, zehn Folgen)
- 2011: Les contes de la nuit
- 2012: Kiriku und die Männer und Frauen (Kirikou et les hommes et les femmes)
- 2018: Dilili in Paris (Dilili à Paris)

## Auszeichnungen (Auswahl)
- 1981: British Academy Film Award, Bester animierter Film, für Les 3 inventeurs
- 1981: César-Nominierung, Bester animierter Kurzfilm, für Les 3 inventeurs
- 1983: César, Bester animierter Kurzfilm, für La légende du pauvre bossu
- 1987: Nominierung Goldene Palme – Bester Kurzfilm, Internationale Filmfestspiele von Cannes, für Les quatre vœux du vilain et de sa femme
- 1989: César-Nominierung, Bester animierter Kurzfilm, für Ciné si (Folge: La princesse des diamants)
- 1990: OIAF Award, Ottawa International Animation Festival, für Ciné si (Folge: Prince et princesse)
- 1991: FIPRESCI-Preis des Festival d’Animation Annecy für Ciné si (Folge: Le manteau de la vieille dame)
- 1999: Grand Prix (Bester Langfilm) des Festival d’Animation Annecy für Kiriku und die Zauberin
- 2008: Goya-Nominierung, Bester Animationsfilm, für Azur und Asmar
- 2010: Spezialpreis des Festival d’Animation Annecy für Dragons et princesses (Folge: Le garçon qui ne mentait jamais)
- 2011: Nominierung Goldener Bär der Berlinale 2011 für Les contes de la nuit
- 2013: César-Nominierung, Bester Animationsfilm, für Kiriku und die Männer und Frauen
- 2019: César, Bester Animationsfilm, für Dilili in Paris